# ادیشر ماگاداشویلی
ادیشر ماگاداشویلی (گرجی: ედიშერ მაღალაშვილი؛ ارمنی: Էդիշեր Գեորգիի Մաղալաշվիլի؛ زادهٔ ۴ ژانویهٔ ۱۹۲۵ - درگذشته ۲۶ ژانویهٔ ۲۰۰۵) بازیگر اهل گرجستان بود.

## زندگی‌نامه
وی در ۴ ژانویهٔ ۱۹۲۵ در تفلیس به دنیا آمد و از فارغ‌التحصیل گشت. وی همچنین برنده جوایزی همچون هنرمند مردمی ارمنستان شوروی شد. وی در ۲۶ ژانویهٔ ۲۰۰۵ در سن ۸۰ سالگی درگذشت

## گزیده فیلم‌شناسی
- ستاره امید